# Pryg absurdus
Pryg absurdus (лат.) — ископаемый вид насекомых из отряда Eoblattida, единственный в роде Pryg и семействе Prygidae. Пермский период (низы леонардского яруса, серия Самнер, свита Веллингтон, пачка Карлтон). США (Канзас, округ Дикинсон, район Баннер, местонахождение Эльмо, возраст находок от 279 до 290 млн лет).

## Описание
Длина тела около 6 мм длина переднего крыла 5,6 мм, заднего — 4,7 мм.
Вид был впервые описан по двум отпечаткам самок в 2014 году российскими палеоэнтомологами Д. С. Аристовым и А. П. Расницыным (Палеонтологический институт РАН, Москва) в составе отдельных новых рода Pryg и семейства Prygidae  Aristov et Rasnitsyn, 2014. Видовое название происходит от слова absurdus (нескладный).